# ایرن ریپن
ایرن ریپن (انگلیسی: Iren Reppen؛ زادهٔ ۱۹ دسامبر ۱۹۶۵) هنرپیشه اهل نروژ است.